# Pandamatenga
Pandamatenga è un villaggio del Botswana situato nel distretto Nordoccidentale, sottodistretto di Chobe. Il villaggio, situato al confine con lo Zimbabwe, secondo il censimento del 2001 aveva 2.167 abitanti, secondo quello del 2011 è passato a 2.625.

## Località
Nel territorio del villaggio sono presenti le seguenti 4 località:
- Dibogola-Poo di 19 abitanti,
- Mahabapi di 18 abitanti,
- Pandamatenga BDF Camp di 539 abitanti,
- Sladden Roads Camp di 253 abitanti